# Kadmijevi pigmenti
Kadmijevi pigmenti imaju za osnovu žuti kadmijev sulfid CdS. Taj kemijski spoj tvori i miješane kristale, pa u njegovoj kristalnoj rešetki dio iona može biti zamijenjen drugima, kemijski sličnim ionima. To su ioni žive i cinka umjesto kadmija, a selenidi umjesto sulfida. Tako se djelomičnom zamjenom mijenja i žuta boja kadmijevog sulfida. Prisutnost cinka daje žutoj boji zelenkasti ton, a s povećanjem udjela žive i selenija žuta se boja mijenja od narančaste u crvenu, pa i u tamnocrvenu boju.

## Kadmijeva žuta ili kadmijevo žutilo
Kadmijev sulfid pojavljuje se u prirodi, ali nema svojstva pigmenata. Takva svojstva poprima, međutim, sintetski kadmijev sulfid, poznat kao kadmijeva žuta ili kadmijevo žutilo. Vrlo je lijepe zlatnožute boje, a može se pripraviti i u nijansama od svijetlozelenkastožute (miješani kristali s cinkovim sulfidom) do svijetlonarančaste, što ovisi o primjesama i o metodi priprave.

## Kadmijeva crvena ili kadmijevo crvenilo
Kadmijeva crvena ili kadmijevo crvenilo je kadmijev sulfoselenid Cd(S,Se). Sve većom zamjenom sumpora selenijom boja se produbljuje od žute do narančaste i crvene. Jednaka promjena boje nastaje i zamjenom kadmija živom i tvorbom miješanih kristala (Cd,Hg)S. Takav je spoj jeftiniji od kadmijeva crvenila, ali je slabije kvalitete. 

## Proizvodnja
Kadmijevi pigmenti obično se pripravljaju reakcijom u otopini. Polazi se od čistog kadmija, odnosno od vodene otopine neke njegove soli, najčešće klorida. Uvođenjem natrijevog sulfida u otopinu, pažljivo očišćenu od primjesa drugih metala, taloži se kadmijev sulfid. U otopinu se, već prema željenoj boji i tonu, mogu prije taloženja dodati spojevi cinka i selenija. Istaloženi kadmijev sulfid, odnosno miješani sulfidi ili sulfoselenidi ispiru se i žare na temperaturi oko 600 °C, te melju do potrebne veličine čestica. Osim opisane reakcije u otopini, kadmijevi se pigmenti mogu dobiti i izravnim žarenjem kadmijevog oksida ili kadmijevog karbonata u smjesi sa sumporom. 

## Svojstva
Odlika je kadmijevih sulfidnih i sulfoselenidnih pigmenata njihova svjetloća, briljantna i jaka boja, postojanost prema kemikalijama (osim kiselinama) i otapalima. Svjetlostalnost im je izvrsna u svim vrstama veziva i dobro se podnose s lakovima, a lako se razdjeljuju u sintetskim materijalima. Veće su pokrivne moći od organskih obojenih pigmenata i temperaturno su od njih mnogo postojaniji. To je osobito važno za bojenje plastičnih masa, koje se često prerađuju na temperaturama i višim od 300 °C. U loše strane kadmijevih pigmenata ubrajaju se nešto slabija otpornost prema istodobnom djelovanju atmosferilija i ultraljubičastih zraka, zatim osjetljivost prema jačem mljevenju te relativno visoka cijena. Njihova slaba izdašnost poboljšava se dodavanjem organskih pigmenata. Valja naglasiti da su kadmijevi pigmenti otrovni i ne smiju se upotrijebiti za bojenje predmeta s kojima se dolazi u neposredni dodir u svakodnevnom životu, na primjer igračke, kuhinjski pribor i tako dalje. 
Kadmijevi pigmenti rijetko se prodaju čisti, već mnogo više u smjesi s barijevim sulfatom (maseni udio BaSO4 oko 60%). Njihovo područje upotrebe vrlo je široko. Najviše se upotrebljavaju za bojenje mnogih vrsta plastičnih masa. Osim toga, služe u proizvodnji lakova za naliče, za bojenje stakla, keramičkih proizvoda i emajla. Manje količine troše se u tiskarstvu, zatim za bojenje gume, papira i tako dalje. Vrlo su cijenjeni i u slikarstvu kao briljantne akvarelne i uljene boje.

## Primjeri kadmijevih pigmenata u umjetnosti
|                                                             |                                                                                      |                                                             |                                                        |
| Claude Monet: "Mrtva priroda s jabukama i grožđem" (1880.). | Claude Monet: "Stubovi sa pšenicom (zalazak sunca, učinak snijega)" (1890. – 1891.). | Vincent van Gogh: "Grožđe, limun, kruške i jabuke" (1887.). | Winslow Homer: "Lovac u planinama Adirondacks" (1892.) |